# Клерикалізм
Клерикалі́зм (від лат. clericalis — церковний) — політична течія, спрямована на посилення впливу релігії та церкви на всі сфери суспільного життя.
Клерикалізм як управлінська модель із істотним впливом церковних керманичів на процеси організації суспільних справ — знаний у світовій політології феномен. Його суть, однак, не зводиться лише до контролю релігійними діячами державної влади та переплетінні релігії з політикою, але, передусім, полягає у моделюванні структури суспільної свідомості громадян даної держави саме у контексті релігійних формул. Головним чином йдеться про неспроможність відділити мову внутрішнього релігійного світу від мови зовнішньої публічної влади. Таке зрощення релігійності і політики було і залишається дуже частим політичним явищем.
Клерикал — представник церкви; прихильник клерикалізму — політичного напряму, що добивається панування церкви і духовенства в суспільно-політичному, культурному житті країни; член клерикальної партії.
На думку радянських вчених, «найреакційнішим» був католицький клерикалізм, послідовними борцями з клерикалізмом були революційний робітничий клас — пролетаріат — та його авангард — комуністична партія. Після ленінського декрету 1918 року не мав бази в СССР.